# Horten, Jämtland
Horten är en sjö i Bergs kommun i Jämtland och ingår i Ljungans huvudavrinningsområde. Sjön har en area på 6,13 kvadratkilometer och ligger 332 meter över havet. Sjön avvattnas av vattendraget Kvarnån (Hortesån).

## Delavrinningsområde
Horten ingår i det delavrinningsområde (692175-144531) som SMHI kallar för Utloppet av Horten. Medelhöjden är 412 meter över havet och ytan är 38,68 kvadratkilometer. Det finns inga avrinningsområden uppströms utan avrinningsområdet är högsta punkten. Kvarnån (Hortesån) som avvattnar avrinningsområdet har biflödesordning 2, vilket innebär att vattnet flödar genom totalt 2 vattendrag innan det når havet efter 181 kilometer. Avrinningsområdet består mestadels av skog (73 procent). Avrinningsområdet har 6,24 kvadratkilometer vattenytor vilket ger det en sjöprocent på 16,1 procent.